# Marie-Odette Lorougnon
Marie-Odette Lorougnon est une femme politique ivoirienne, députée à l'Assemblée nationale de la Côte d'Ivoire de 2000 à 2010. Membre du Front populaire ivoirien (FPI), elle occupe le poste de vice-présidente chargée des femmes. Elle rejoint ensuite le Parti des peuples africains – Côte d'Ivoire (PPA-CI).

## Distinction
- 8 décembre 2021 : Prix de la RÉSILIENCE décerné à la vice-présidente du PPA-CI, Marie Odette Lorougnon par la Fondation Femme ELITE, lors de la 11e édition du Gala Femme ELITE[3].